# Лобе, Хуан
Хуан Фонтан Лобе (исп. Juan Fontán Lobé; род. 21 августа 1894, Пальма, Испания — 14 июля 1944, Мадрид, Испания) — губернатор Испанской Гвинеи в 1937—1942 годах.

## Биография
Лобе был президентом Acción Popular и владельцем газеты Acción в Лас-Пальмас-де-Гран-Канария, первый номер которой вышел в апреле 1934 года.
Позже он был губернатором Испанской Гвинеи с октября 1937 года по январь 1942 года и ушел в отставку, чтобы быть назначенным генеральным директором Марокко и колоний.
Вернувшись на полуостров в качестве генерального директора Марокко и колоний, он был судебным поверенным по прямому назначению главы государства Франсиско Франко во время Первого законодательного собрания испанских судов (1943—1946). Он умер при исполнении служебных обязанностей.